# 篠崎佐助
篠崎 佐助（しのざき さすけ、1993年6月8日 - ）は、千葉県出身のオートバイレーサー。

## 主なレース戦績
- 2007年 - 全日本ロードレース選手権GP125ランキング17位 ENDURANCE ホンダ・RS125R
- 2008年 - レッドブル・MotoGP・ルーキーズカップランキング18位
- 2009年 - 全日本ロードレース選手権GP125ランキング11位 チーム TEC2 ヤマハ・TZ125
- 2010年 - 全日本ロードレース選手権GP125ランキング4位 チーム TEC2 ヤマハ・TZ125
- 2010年 - ロードレース世界選手権GP125第14戦にスポット参戦し21位。チーム TEC2から参戦。（ヤマハ・TZ125）
- 2011年 - 全日本ロードレース選手権ST600ランキング26位 SP忠男レーシングチーム ヤマハ・YZF-R6
- 2012年 - 全日本ロードレース選手権ST600ランキング21位 SP忠男レーシングチーム ヤマハ・YZF-R6
- 2013年 - 全日本ロードレース選手権ST600ランキング12位 SP忠男レーシングチーム ヤマハ・YZF-R6
- 2014年 - 全日本ロードレース選手権ST600ランキング18位 SP忠男レーシングチーム ヤマハ・YZF-R6
- 2021年 - 全日本ロードレース選手権(MFJカップ)JP250ランキング1位 チームTEC2&YSS ホンダ・CBR250RR